# Myra Sadd Brown
Myra Eleanor Sadd Brown (3 octobre 1872 — 13 avril 1938) est une militante britannique pour le Droit de vote des femmes au Royaume-Uni. Elle est suffragette, membre de la Women's Social and Political Union dès 1907. Elle reçoit la Hunger Strike Medal en 1912.

## Biographie
Myra Eleanor Sadd naît en octobre 1872 à Maldon dans l'Essex, fille de John Granger Sadd et de Mary Ann née Price. Sa famille dirige une entreprise de bois. Elle fait ses études dans une école privée de Colchester puis se marie en juillet 1896 avec Ernest Brown (1869-1930), dont elle a fait la connaissance dans des activités cyclistes. Ernest Brown est cofondateur, avec son frère, d'une entreprise de pièces de vélo. Le couple adopte comme nom de famille leurs deux noms, Sadd Brown. Ils s'installent à Londres où ils ont quatre enfants. L'entreprise de son mari, Brown Brothers, se diversifie, et fournit du matériel électrique pour avions, puis passe à la construction automobile en 1898, avec le quadricycle Brown, . 
Myra Sadd Brown devient membre de la Central Society for Women's Suffrage en 1902 puis rejoint en 1907 la WSPU, tout en maintenant son appartenance à d'autres sociétés suffragistes, telles que la Women's Freedom League et la Free Church League for Woman Suffrage. Elle écrit régulièrement des lettres sur la cause suffragiste dans le Christian Commonwealth et elle emmène sa fille adolescente Myra pour vendre dans la rue des exemplaires de The Woman's Dreadnought. Elle participe ultérieurement à la East London Federation of Suffragettes créée par Sylvia Pankhurst.

## Arrestation et emprisonnement
Le 4 mars 1912, Sadd Brown est arrêtée pour avoir jeté une brique à travers une fenêtre du War Office. Elle est condamnée à deux mois de travaux forcés à la prison de Holloway avec un certain nombre d'autres suffragettes, dont Emmeline Pankhurst. En prison, Sadd Brown, comme de nombreuses autres suffragettes, a entamé une  grève de la faim ce qui lui vaut d'être alimentée de force. Durant l'une de ces séances, le tuyau d'alimentation lui brise le nez,. Son mari Ernest, mis au courant par un article de presse,écrit au gouverneur de la prison pour lui demander des explications. 
Sadd Brown réussit à écrire clandestinement des lettres à sa famille, qui témoignent de sa détermination à lutter pour ses droits politiques et ceux des autres femmes. Elle écrit ainsi : « Je pense donc que nous avons commencé à introduire la crainte, sinon de Dieu, au moins des femmes dans le cœur des autorités ». Alors qu'elle était en grève de la faim, elle écrit : « Je veux que vous disiez […] que je vais bien, que mon esprit n'est pas du tout refroidi et que je pense que nous avons encore la cause la plus noble du monde, qui vaut la peine d'être combattue »,,. Elle reçoit une Hunger Strike Medal à sa sortie de prison.

## Après-guerre et postérité

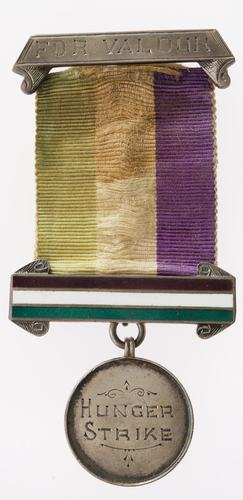
médaille de la grève de la faim décernée à Myra Sadd Brown en 1912.

Dès le début de la Première Guerre mondiale, la WSPU et les autres groupes suffragistes suspendent leurs actions militantes pour participer à l'effort de guerre. Après la guerre, la Representation of the People Act 1918 accorde le droit de vote dans certaines circonstances de revenu et d'âge. Myra Sadd Brown devient membre active de l'International Suffrage Alliance et participe à la création de la British Commonwealth League (plus tard la Commonwealth Countries League) en 1925, un groupe féministe voué à la défense des droits des femmes dans les pays du Commonwealth. Elle est nommée trésorière de la Ligue. 
Son mari Ernest Sadd Brown meurt en 1930. En 1937, Myra Sadd Brown subit un accident vasculaire cérébral alors qu'elle fait un voyage dans sa famille et meurt à l'hôpital Kowloon de Hong Kong en avril 1938 Elle est incinérée à Hong Kong, tandis qu'un mémorial en forme d'arbre rappelle son souvenir dans le cimetière de l'église réformée de Maldon. 
À sa mort en 1938, la Commonwealth Countries League crée la bibliothèque Sadd Brown, qui fait maintenant partie de la Women's Library de la London School of Economics, où sont conservées ses archives et les lettres adressées à sa famille durant son séjour en prison,,. Une émission radiodiffusée évoque la détention de Sadd Brown d'après ses lettres et ses entretiens avec sa petite-fille par Beth Moss. 
Sa médaille de la grève de la faim de 1912 est conservée au musée Victoria de Melbourne en Australie.